# Gluta beccarii
Gluta beccarii är en sumakväxtart som först beskrevs av Adolf Engler, och fick sitt nu gällande namn av Ding Hou. Gluta beccarii ingår i släktet Gluta och familjen sumakväxter. Inga underarter finns listade i Catalogue of Life.